# Vitkindad barbett
Vitkindad barbett (Psilopogon viridis) är en fågel i familjen asiatiska barbetter inom ordningen hackspettartade fåglar. Arten förekommer endast i Indien.

## Utseende och läten
Vitkindad barbett är en 23 cm lång grön barbett med brun näbb. Ett vitt ögonbrynsstreck och vita kinder kontrasterar med brun hjässa och nacke. Strupen är vitaktig och på det bruna bröstet syns tydlig vit streckning. Lätet beskrivs i engelsk litteratur som ett "pucock, pucock, pucock.".

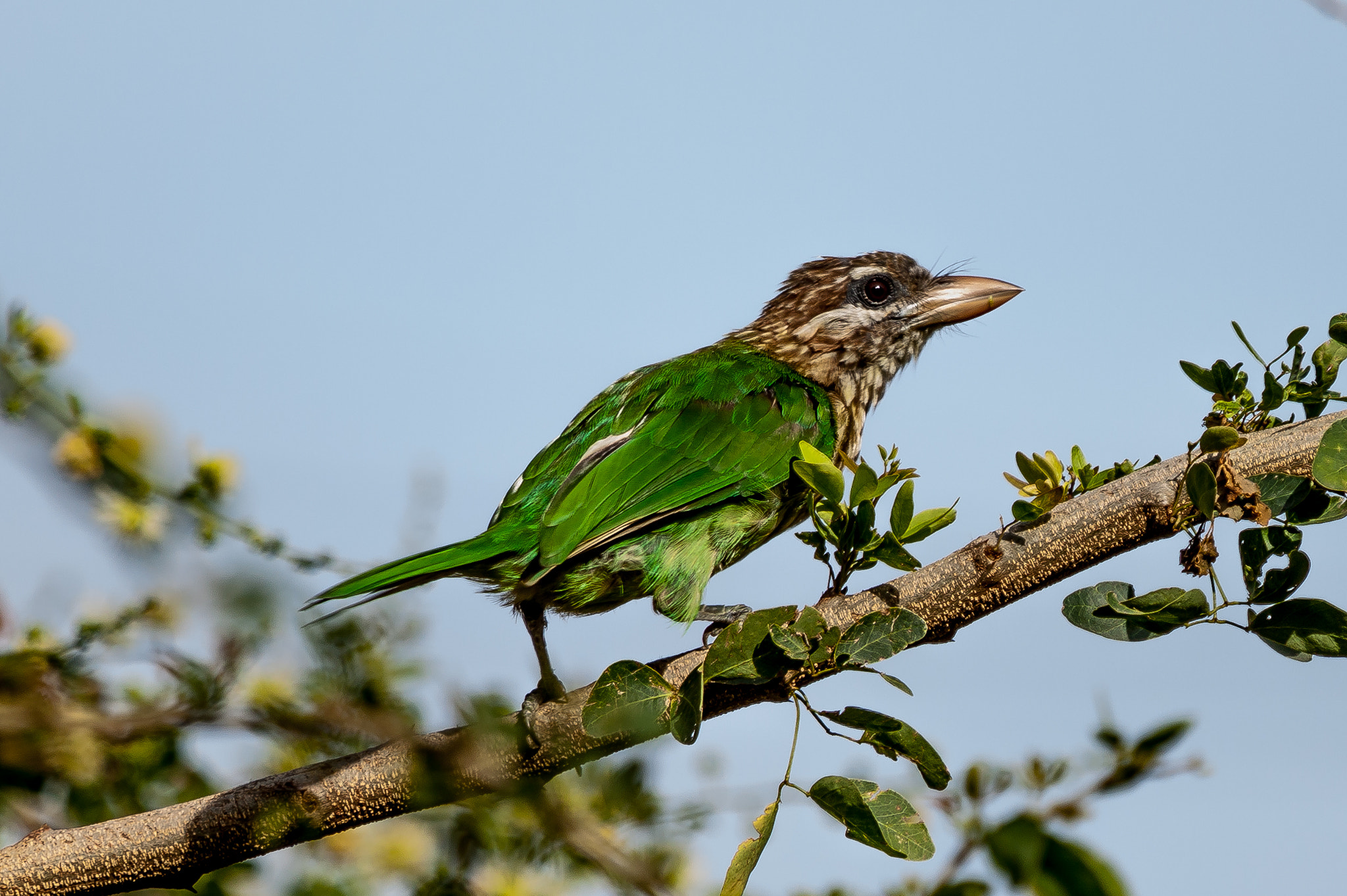

## Utbredning och systematik
Vitkindad barbett förekommer i låglänta områden i västra, centrala och sydvästra Indien. Den behandlas som monotypisk, det vill säga att den inte delas in i några underarter.

### Släktestillhörighet
Arten placerades tidigare liksom de allra flesta asiatiska barbetter i släktet Megalaima, men DNA-studier visar att eldtofsbarbetten (Psilopogon pyrolophus) är en del av Megalaima. Eftersom Psilopogon har prioritet före Megalaima, det vill säga namngavs före, inkluderas numera det senare släktet i det förra.

## Levnadssätt
Vitkindad barbett hittas i höglänta skogar, lundar och trädgårdar. Den är en strikt trädlevande fruktätare som är väl kamouflerad i lövverket och svår att få syn på. Fågeln häckar i ett trädhål.

## Status och hot
Arten har ett stort utbredningsområde, men tros minska i antal, dock inte tillräckligt kraftigt för att den ska betraktas som hotad. Internationella naturvårdsunionen IUCN listar arten som livskraftig (LC). Världspopulationen har inte uppskattats men den beskrivs som förhållandevis vanlig i hela utbredningsområdet.